# چخماق‌بلاغ علیا (هریس)
چخماق‌بلاغ علیا یکی از روستاهای استان آذربایجان شرقی است که در دهستان مواضع‌خان شمالی بخش خواجه شهرستان هریس واقع شده‌است.